# Crush (Album)
Crush (Ausspracheⓘ) (englisch für „Massenandrang“) ist das siebte Studioalbum der US-amerikanischen Rockband Bon Jovi. Es erschien fünf Jahre nach ihrem letzten Studioalbum These Days. Es zählt zu den bestverkauften Alben des Jahres 2000 und brachte der Band den Erfolg in ihrem Heimatland zurück. Das Album wurde besonders durch die Single It’s My Life bekannt.

## Entstehung
Nachdem die Band im Februar 1999 den Song Real Life zum Soundtrack des Films EDtv beigetragen hatte, starb am 18. Mai 1999 der Musikproduzent Bruce Fairbairn, der das Album hätte produzieren sollen. So geschah es, dass sich die Band erst im Herbst 1999 in Jon Bon Jovis Heimstudio Sanctuary Sound II zur Arbeit am neuen Album traf, für das die Bandmitglieder Bon Jovi und Sambora bereits 60 Songs geschrieben hatten. Ursprünglich hatte Jon Bon Jovi das Album als Solowerk konzipiert, wollte dann aber doch mit Sambora zusammenarbeiten. Die Wahl des Produzenten fiel auf Luke Ebbin, welcher der Band von John Kalodner empfohlen worden war. Die Arbeiten dauerten ungefähr vier Monate. Auf diesem Album befinden sich auch mehr denn je unterschiedliche Songwriter aufgeführt, die nicht zur Band gehören, während der langjährige Bon-Jovi-Autor Desmond Child auf diesem Album „nur“ mit einem Lied vertreten ist.
Der Titel des Albums war, wie oft bei Bon Jovi, sehr umstritten: Erst sollte es Sex Sells und später One Wild Night heißen, bevor man sich für den mehrdeutigen Titel Crush entschied.
Am 7. Januar 2000 übertrug der Rolling Stone live einen Webcast von 12 Stunden, der die Band bei der Arbeit im Studio zeigte. Bei einem weiteren Webcast im Februar spielte die Band ein Exklusivkonzert, von dem beispielsweise der Song Someday I’ll Be Saturday Night auf der Single zu It’s My Life als Video veröffentlicht wurde.
Die Band ging in den Jahren 2000 und 2001 mit dem Album auf Tournee. Das offizielle Tourmotto hieß: „Crush 2000 – Triumph the Earth“.

## Musikalischer Stil
Im Gegensatz zum Vorgängeralbum These Days und zu Jon Bon Jovis Soloalbum Destination Anywhere hat dieses Werk eine „durchgängig positivere, unbeschwertere Grundstimmung“, die durchaus zu Vergleichen mit Keep the Faith und Slippery When Wet berechtigt. Dass dies durchaus Absicht war, bestätigte Richie Sambora:

„… Wir wollten eine gutgelaunte Rock’n’Roll-Platte machen, und das haben wir auch hinbekommen.“

Auf dem Album finden sich verschiedene Soundeffekte und Loops, die größtenteils auf den Mit-Produzenten Luke Ebbin zurückgehen. Die Verwendung solche Elemente war in der Vergangenheit für Bon Jovi eher ungewöhnlich. Loops fanden sich aber dafür verstärkt auch auf dem Album Destination Anywhere von Jon Bon Jovi.

## Titelliste
1. It’s My Life (Jon Bon Jovi, Richie Sambora, Max Martin) – 3:44
2. Say It Isn’t So (Jon Bon Jovi, Billy Falcon) – 3:33
3. Thank You for Loving Me (Jon Bon Jovi, Richie Sambora) – 5:08
4. Two Story Town (Jon Bon Jovi, Richie Sambora, Dean Grakal, Mark Hudson) – 5:10
5. Next 100 Years (Jon Bon Jovi, Richie Sambora) – 6:19
6. Just Older (Jon Bon Jovi, Billy Falcon) – 4:28
7. Mystery Train (Jon Bon Jovi, Billy Falcon) – 5:14
8. Save the World (Jon Bon Jovi) – 5:31
9. Captain Crash & the Beauty Queen from Mars (Jon Bon Jovi, Richie Sambora) – 4:31
10. She’s a Mystery (Jon Bon Jovi, Peter Stuart, Greg Wells) – 5:18
11. I Got the Girl (Jon Bon Jovi) – 4:36
12. One Wild Night (Jon Bon Jovi, Richie Sambora, Desmond Child) – 4:18

### Bonustrack (International)
1. I Could Make a Living Out of Lovin’ You (Jon Bon Jovi, Richie Sambora) – 4:39 (Demo)

### Bonustrack (USA und Japan)
1. Neurotica (Jon Bon Jovi, Richie Sambora) – 4:32

### Bonustracks (UK)
1. It’s My Life (Jon Bon Jovi, Richie Sambora, Max Martin) – 3:44 (Dave Bascombe Mix)
2. Say It Isn’t So (Jon Bon Jovi, Billy Falcon) – 3:36 (UK Mix)

### Bonustracks der Special Edition
Am 21. Mai 2010 erschien das Album in einer klanglich überarbeiteten Version, die außerdem folgende Liveaufnahmen beinhaltet, die während der Crush-Tour aufgenommen wurden:
1. It’s My Life (Jon Bon Jovi, Richie Sambora, Max Martin) – 3:57 (Live)
2. Just Older (Jon Bon Jovi, Billy Falcon) – 5:29 (Live)
3. Captain Crash and the Beauty Queen from Mars(Jon Bon Jovi, Richie Sambora) – 5:18 (Live)

### Bonus Disc:Live from Osaka
1. Runaway (Jon Bon Jovi, George Karak) – 5:41 (Slow Version)
2. Mystery Train (Jon Bon Jovi, Billy Falcon) – 5:32
3. Rockin' in the Free World (Neil Young) – 5:45
4. Just Older (Jon Bon Jovi, Billy Falcon) – 5:17
5. It’s My Life (Jon Bon Jovi, Richie Sambora, Max Martin) – 3:50
6. Someday I’ll Be Saturday Night (Jon Bon Jovi, Richie Sambora, Desmond Child) – 8:31

### Outtakes
- 1. Ain’t No Cure For Love
- 2. I Don’t Want To Live Forever
- 3. Welcome To The Good Times
- 4. You Can’t Lose At Love
- 5. Temptation
- 6. Ordinary People
- 7. Hush
- 8. Stay
- 9. Do It To Ya
- 10. Good Ain’t, Good Enough

## Informationen zu einzelnen Liedern

### Restliche Singles
Als weitere Singles wurden in Deutschland im gleichen Jahr noch Say It Isn’t So und Thank You for Loving Me ausgekoppelt. Letzteres wurde vom Film Rendezvous mit Joe Black inspiriert, wo Brad Pitt diese Worte gegen Ende des Filmes sagt. Das Video dazu wurde am italienischen Trevi-Brunnen in Rom gedreht.
Weiterhin erschien im Jahr 2001 – allerdings im Rahmen des folgenden Livealbums One Wild Night Live 1985–2001 – der Titel One Wild Night als Single. Die ausgekoppelte Version ist ein Remix, der auf besagtem Livealbum enthalten war. Sie entstand einmal mehr durch die Zusammenarbeit der Band mit Desmond Child und wurde als One Wild Night 2001 bezeichnet.
Jede Single erschien in verschiedenen Versionen mit unterschiedlichem Bonusmaterial.

### Weitere Lieder
Auch die Ballade Save the World hat einen Bezug zu einem Film. Sie sollte ursprünglich in Armageddon – Das jüngste Gericht erscheinen, wurde aber durch Aerosmiths I Don’t Want to Miss a Thing obsolet. Dies ist der Grund, warum Jon Bon Jovi den Song für das Album behielt und nur Mister Big Time, eine Kooperation mit Aldo Nova, zum Soundtrack des Films beisteuerte.
Der Song I Got the Girl handelt nicht etwa von einer Liebesbeziehung, sondern bezieht sich auf Stephanie Rose (* 31. Mai 1993), die erste Tochter Jon Bon Jovis.
Während Captain Crash and the Beauty Queen from Mars von David Bowies Ziggy Stardust inspiriert wurde, entstand She’s a Mystery in einem alten Schloss in Südfrankreich, das Jon Bon Jovi wegen eines Songschreiber-Treffens besuchte.
Auf Next 100 Years ist, neben Soli von Richie Sambora und David Bryan, ein komplettes Streichorchester mit 64 Personen zu hören. Das reguläre Album endet mit einer Diskussion der Bandmitglied, was passieren würde, wenn James Brown bei ihnen wäre. Anschließend beginnt der Bonustrack If I Could Make a Living Out of Loving You.
Songs wie Ain’t No Cure for Love, Stay und Welcome to the Good Times haben es nicht in das Album geschafft.

## Kritiken
Der musikexpress lobt das Album als qualitativen Pop:

„Es ist einfach Pop- musik. Und das soll bloß kein Vorwurf sein. Qualität liegt nicht nur in irgendwelchen Nischen.“

Es wird allerdings gleichzeitig moniert, dass sich zwischen Songs, die „sofort den Eindruck erwecken, dass man sie schon lange kennt und liebt“, „auch allerlei Belangloses“ angesammelt hat. Dies sei allerdings bei Bon Jovi so üblich.
Matthias Breusch vom Rock-Hard-Magazin hingegen würdigte die Rückkehr der Band zu ihren musikalischen Wurzeln und vergab 7 von zehn möglichen Punkten:

„Jon Bon Jovi präsentiert seiner Zielgruppe nach rund acht Jahren mal wieder ein Album, das nicht überwiegend von Akustikgitarren dominiert wird und eine deutlich rockigere Schlagseite als auf seinen wenig spektakulären Solo-Ausflügen offenbart (One Wild Night), obwohl Gitarrist Richie Sambora sich nur ansatzweise in den Vordergrund spielt. Machart und Stilmix des ersten Band-Albums seit Keep the Faith wirken klar und deutlich kalkuliert, wozu mit Sicherheit wieder eine Busladung Co-Star-Songwriter von Bryan Adams bis Desmond Child beigetragen haben dürfte. Darüber hinaus macht sich Jersey-Jons lebenslange Springsteen-Verehrung mehrfach bemerkbar (Just Older, I Got the Girl). Das bereits vorab ausgekoppelte und weltweit dauergedudelte It’s My Life hat sich bereits als perfekter Nachfolger von Achtziger-Ware wie Runaway oder Livin' on a Prayer erwiesen und erobert im Moment die Fanclub-Zirkel der Backstreet Boys-Teenies im Sturm. Aber auch über dieses Zückerchen hinaus hat Crush einiges zu bieten. Zum Beispiel das stark Beatles/ELO-lastige Next 100 Years, dessen orchestrale Instrumentierung klingt, als hätten Paul McCartney oder Jeff Lynne persönlich das Ensemble dirigiert. Oder die intensive Power-Ballade 'Save The World'. Wenn man die drei Gähner Two Story Town, Mystery Train und I Could Make a Living Out Of Lovin’ You abzieht, bleibt unterm Strich ein gelungenes „Comeback“ stehen, das man als Mainstream-Fan problemlos in“

## Kommerzieller Erfolg

### Chartplatzierungen
| ChartsChartplatzierungen       | Höchstplatzierung | Wochen |
| ------------------------------ | ----------------- | ------ |
| Deutschland (GfK)              | 1 (49 Wo.)        | 49     |
| Österreich (Ö3)                | 1 (38 Wo.)        | 38     |
| Schweiz (IFPI)                 | 1 (39 Wo.)        | 39     |
| Vereinigte Staaten (Billboard) | 9 (51 Wo.)        | 51     |
| Vereinigtes Königreich (OCC)   | 1 (39 Wo.)        | 39     |

| ChartsJahrescharts (2000)    | Platzierung |
| ---------------------------- | ----------- |
| Deutschland (GfK)            | 2           |
| Österreich (Ö3)              | 3           |
| Schweiz (IFPI)               | 2           |
| Vereinigtes Königreich (OCC) | 38          |

### Auszeichnungen für Musikverkäufe
Das Album ist bis heute das bestverkaufte Bon-Jovi-Album des neuen Jahrtausends, es verkaufte sich Quellen zufolge über 11 Millionen.
| Land/Region                  | Auszeichnungen für Musikverkäufe (Land/Region, Auszeichnung, Verkäufe) | Verkäufe    |
| ---------------------------- | ---------------------------------------------------------------------- | ----------- |
| Argentinien (CAPIF)          | Platin                                                                 | 40.000      |
| Australien (ARIA)            | Platin                                                                 | 70.000      |
| Belgien (BRMA)               | Platin                                                                 | 50.000      |
| Brasilien (PMB)              | Gold                                                                   | 100.000     |
| Dänemark (IFPI)              | Gold                                                                   | 25.000      |
| Deutschland (BVMI)           | 5× Gold                                                                | 750.000     |
| Europa (IFPI)                | 2× Platin                                                              | (2.000.000) |
| Finnland (IFPI)              | 2× Platin                                                              | 62.506      |
| Frankreich (SNEP)            | Gold                                                                   | 100.000     |
| Hongkong (IFPI/HKRIA)        | 3× Platin                                                              | 60.000      |
| Indien (IMI)                 | Platin                                                                 | 20.000      |
| Indonesien (ASIRI)           | 3× Platin                                                              | 60.000      |
| Irland (IRMA)                | 2× Platin                                                              | 30.000      |
| Italien (FIMI)               | 2× Platin                                                              | 200.000     |
| Japan (RIAJ)                 | 3× Platin                                                              | 600.000     |
| Kanada (MC)                  | 2× Platin                                                              | 200.000     |
| Malaysia (RIM)               | Platin                                                                 | 100.000     |
| Mexiko (AMPROFON)            | Platin                                                                 | 150.000     |
| Niederlande (NVPI)           | Platin                                                                 | 80.000      |
| Norwegen (IFPI)              | Gold                                                                   | 25.000      |
| Österreich (IFPI)            | Platin                                                                 | 50.000      |
| Philippinen (PARI)           | Gold                                                                   | 20.000      |
| Polen (ZPAV)                 | Gold                                                                   | 50.000      |
| Portugal (AFP)               | Gold                                                                   | 10.000      |
| Schweden (IFPI)              | 2× Platin                                                              | 160.000     |
| Schweiz (IFPI)               | 3× Platin                                                              | 150.000     |
| Singapur (RIAS)              | Platin                                                                 | 15.000      |
| Spanien (Promusicae)         | 2× Platin                                                              | 200.000     |
| Südafrika (RISA)             | Platin                                                                 | 50.000      |
| Südkorea (KMCA)              | 2× Platin                                                              | 60.000      |
| Taiwan (RIT)                 | 2× Platin                                                              | 100.000     |
| Thailand (TECA)              | Platin                                                                 | 50.000      |
| Tschechien (IFPI)            | Gold                                                                   | 25.000      |
| Türkei (Mü-YAP)              | Platin                                                                 | 30.000      |
| Ungarn (MAHASZ)              | Gold                                                                   | 25.000      |
| Uruguay (CUD)                | Gold                                                                   | 3.000       |
| Vereinigte Staaten (RIAA)    | 2× Platin                                                              | 2.000.000   |
| Vereinigtes Königreich (BPI) | Platin                                                                 | 300.000     |
| Insgesamt                    | 11× Gold · 47× Platin ·                                                | 5.958.506   |

Hauptartikel: Bon Jovi/Auszeichnungen für Musikverkäufe

## Livevideo
Das Konzert am 30. August 2000 im Letzigrund in Zürich wurde mitgeschnitten und am 4. Dezember 2000 als The Crush Tour auf VHS und DVD veröffentlicht. Der Konzertfilm beinhaltet die folgenden Titel:
1. Intro
2. Livin’ on a Prayer
3. You Give Love a Bad Name
4. Captain Crash and the Beauty Queen from Mars
5. Say It Isn’t So
6. One Wild Night
7. Born to Be My Baby
8. It’s My Life
9. Bed of Roses
10. Two Story Town
11. Just Older
12. Runaway
13. Lay Your Hands on Me
14. I’ll Sleep When I’m Dead
15. Bad Medicine
16. Wanted Dead or Alive
17. I’ll be there for you
18. Next 100 Years
19. Someday I’ll Be Saturday Night
20. Keep the Faith
21. Thank You for Loving Me (Abspann)